# Ultimae Records
Az Ultimae Records független francia lemezkiadó, mely ambient, trance, és ezekkel rokon műfajú elektronikus zenét ad ki. 1999-ben alapították Lyonban; a világ egyik legelső ambient zenére szakosodott kiadója. Egy vélemény szerint nekik köszönhetően fejlődött az elektronikus zene a korai technós ütemekből egy elegáns művészetté.
Az Ambient Music Guide szerint az Ultimae-lemezeken a zenét „szinte mindig körülveszi a pszichedelikus űr-atmoszféra, annak minden elbűvölő árnyalatával és színével. Az Ultimae leginkább a folyékony hangok és az eposzi panorámák közreadásában jeleskedik, a trance-techno tengelyből olyan műfajok és helyszínek irányába bontakozva ki, amelyekre még elnevezéseink sincsenek.”

## Története
Az 1990-es évek végéig nem létezett ambient lemezkiadó; az ilyen stílusú albumokat általában a trance, kisebb mértékben a dance zenére szakosodott kiadók adták ki, mint például a Spirit Zone, Twisted Records, Lost Language, vagy a Hooj Choons. Mikor az 1990-es évek végén az Asura elkészítette Code Infinity albumát, egyetlen lemezkiadóval sem sikerült szerződést kössenek, digitális platformok pedig akkoriban még nem léteztek, ezért Vincent Villuis Asura-tag és Sandrine Gryson lemezlovas úgy döntöttek, hogy alapítanak egy független kiadót. 1999-ben megalakult az Infinium Records, mely 18 hónappal később jogi okok miatt Ultimae Recordsra változtatta nevét. A név a latin ultimae terrae (legtávolabbi föld) kifejezésre utal.
Kezdetben főleg válogatásokat adtak ki (Fahrenheit Project, Albedo, Oxycanta sorozatok), ennek során pedig számos ambient művészt ismertek meg (például Magnus Birgerssont), akik hamarosan csatlakoztak az Ultimaehez. A kiadó és üzlet mellett később stúdiókat is létesítettek és keverő/mastering szolgáltatásokat is nyújtottak. A 2010-es évek közepétől a fizikai hanghordozók (CD, hanglemez) kiadása helyett mind inkább a digitális terjesztésre összpontosítottak.
Az Ultimae által támogatott zenei stílusok: ambient, downtempo, IDM, atmoszferikus electronica, kisebb mértékben progresszív és pszichedelikus trance és deep techno.

## Művészek listája
- Aes Dana
- Asura
- Aural Planet
- Between Interval(wd)
- Carbon Based Lifeforms
- Cell
- Circular
- Connect.OHM
- Craig Padilla(wd)
- Cygna
- Eskostatic
- Fingers in the Noise(wd)
- Francis M. Gri
- Ghostfriend
- H.U.V.A. Network
- Hol Baumann
- Hybrid Leisureland
- I Awake
- Jaïa(wd)
- James Murray
- Khetzal(wd)
- Lars Leonhard
- Martin Nonstatic
- Master Margherita
- Max Million
- Miktek
- Mystical Sun
- Puff Dragon(wd)
- Robert Rich(wd)
- Scann-Tec
- Solar Fields
- Subgardens
- Sundial Aeon
- Sync24
- Vibrasphere